# Cyril Scott

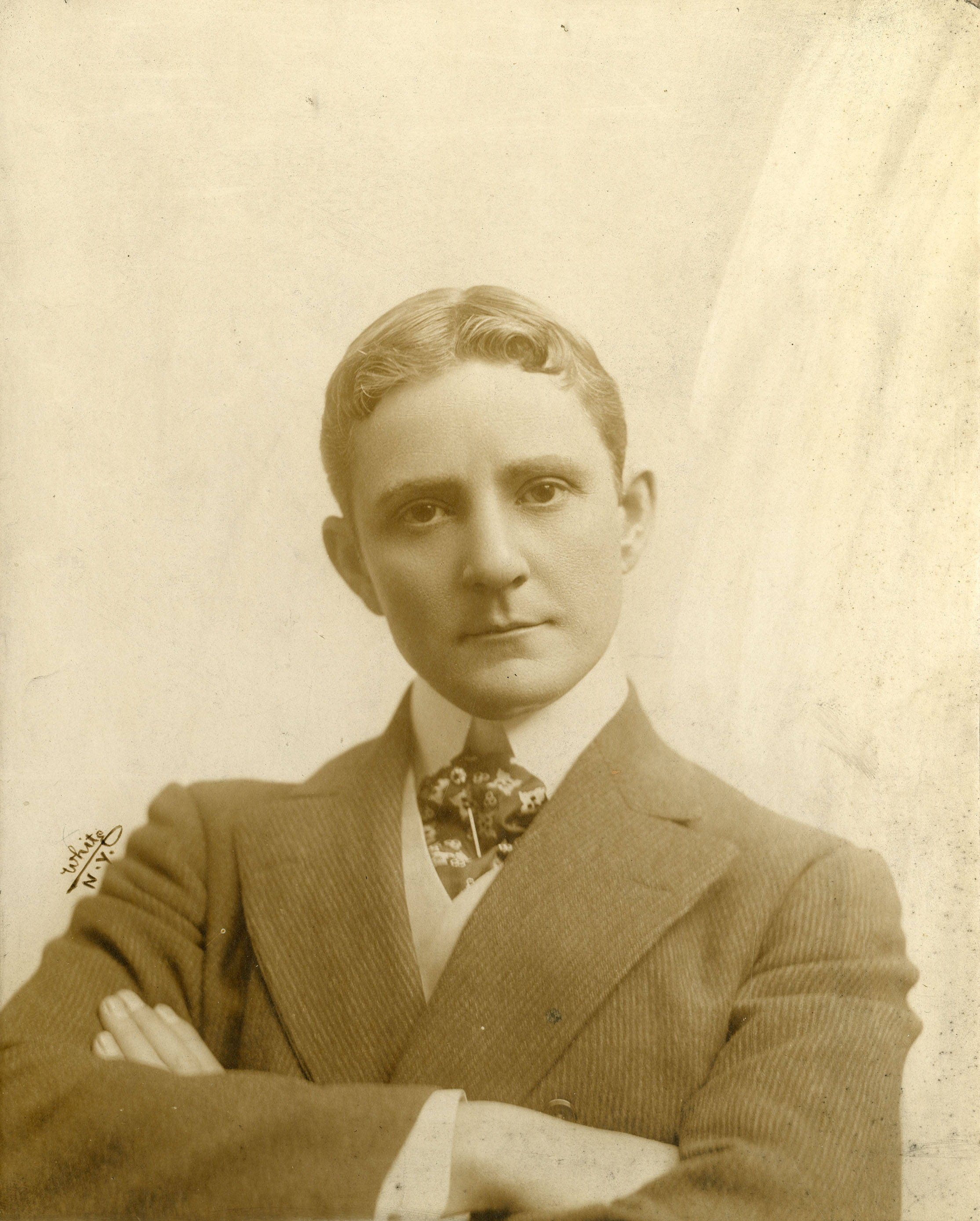
Cyril Scott 1907

Cyril Meir Scott, född den 27 september 1879 i Oxton, Cheshire, död den 31 december 1970, var en engelsk tonsättare.
Scott, som var elev till Iwan Knorr vid Hochska konservatoriet i Frankfurt am Main, var pianist och dirigent i London. Hans tidigare alster (karaktärsstycken med mera) röjde stark egenart, och han utvecklades till en modernistisk impressionist, som inte ville veta av vedertagna formgivningsprinciper och hade sin lust i klangmystik och målerisk exotism, varvid harmoniken i traditionell mening ofta blev vanställd. På den ungengelska musikerskolan utövade Scott ett inte obetydligt inflytande. Utom en mängd pianostycken och solosånger komponerade han mer vägande större saker: symfonier, uvertyrer, rapsodier och aubade för orkester, pianokonserter, pianosextett, pianokvintett, stråkkvartetter, sviter med mera. Han uppträdde även som poet med diktsamlingar.